# Бруно (муниципалитет)
Бруно (итал. Bruno) — коммуна в Италии, располагается в регионе Пьемонт, в провинции Асти.
Население составляет 373 человека (2008 г.), плотность населения составляет 41 чел./км². Занимает площадь 9 км². Почтовый индекс — 14046. Телефонный код — 0141.
Покровителем коммуны почитается святой апостол Варфоломей, празднование 24 августа.

## Демография
Динамика населения:

## Администрация коммуны
- Официальный сайт: http://www.comune.bruno.at.it